# Rocky Joe/Olindo Lasola
Rocky Joe/Olindo Lasola  è un singolo de Gli amici di Rocky, pseudonimo degli Oliver Onions, pubblicato nel 1982.
Il brano era la sigla dell'anime omonimo, scritto da Cesare De Natale, su musica e arrangiamento di Guido De Angelis e Maurizio De Angelis che sono anche interpreti . 
Sul lato B è incisa Olindo Lasola, brano strumentale ispirato alla serie , scritto dai fratelli De Angelis . La base musicale fu utilizzata anche per la canzone spagnola Unete a nosotros, incisa sul 33 giri D'Artacan y los tres mosqueperros (1982). Sui CD Bud Spencer & Terence Hill - Greatest Hits e Oliver Onions - Greatest Hits è incisa la versione strumentale .

## Tracce
Lato A
- Rocky Joe - (Cesare De Natale-Guido De Angelis-Maurizio De Angelis)

Lato B
- Olindo Lasola - (Guido De Angelis-Maurizio De Angelis)